# القيلة (نجرة)

تعديل مصدري - تعديل

القيلة هي إحدى قرى عزلة القيلة بمديرية نجرة التابعة لمحافظة حجة، بلغ تعداد سكانها 466 نسمة حسب تعداد اليمن لعام 2004.